# Inquisizione letteraria
L'espressione Inquisizione letteraria, o wenziyu (in lingua cinese 文字獄 "imprigionamento dovuto alla scrittura") si riferisce alla persecuzione degli intellettuali per i loro scritti, da parte delle autorità nella storia della Cina imperiale. La Wenziyu fu attiva soprattutto durante le dinastie Ming e Qing. Le persecuzioni potevano scatenarsi per una singola frase o parola che le autorità consideravano offensive. Alcune di queste rientravano nei nomi cinesi proibiti. Nei casi gravi non solo lo scrittore ma anche la sua famiglia potevano essere uccisi. 
Ci furono casi di wenziyu prima e durante le dinastie Ming e Qing. Il poeta Su Shi della Dinastia Song fu imprigionato per diversi mesi dall'imperatore a causa di alcune sue poesie. Nel romanzo I Briganti, ambientato durante la Dinastia Song, il personaggio principale Song Jiang, in origine un sottufficiale, diventava il capo di un gruppo di banditi dopo essere stato condannato a morte per aver scritto una poesia mentre era ubriaco.
Il fondatore della Dinastia Ming, Zhu Yuanzhang, che aveva umili origini, diede luogo a molti casi di wenziyu. Anche i governanti Qing, sensibili ai sentimenti anti-Manciù che serpeggiavano tra la popolazione cinese Han, provocarono molti casi di wenziyu, compreso il cosiddetto "Caso della Storia della Dinastia Ming" (明史案) durante il regno dell'imperatore Kang Xi, nel quale circa 70 persone furono condannate a morte e altre esiliate. Jin Yong usò questo caso come prologo per il suo romanzo Il cervo e il tripode.

## Riferimenti
- Luther Carrington Goodrich, The Literary Inquisition of Ch'ien-Lung. Baltimore: Waverly Press, 1935; New York: Paragon Book Reprint Corp., 1966.
- Zhongguo da baike quanshu. First Edition. Beijing; Shanghai: Zhongguo da baike quanshu chubanshe. 1980-1993.